# Kristall
O Kristall é o quarto módulo instalado na estação espacial Mir e o terceiro maior da estação. Tal como acontece com os módulos anteriores, a sua configuração foi baseada no módulo de 77K (TMS), e foi originalmente chamado de Kvant-3. Foi lançado em 31 de maio de 1990 em um foguete Proton e acoplado automaticamente em 10 de junho de 1990.

## Descrição

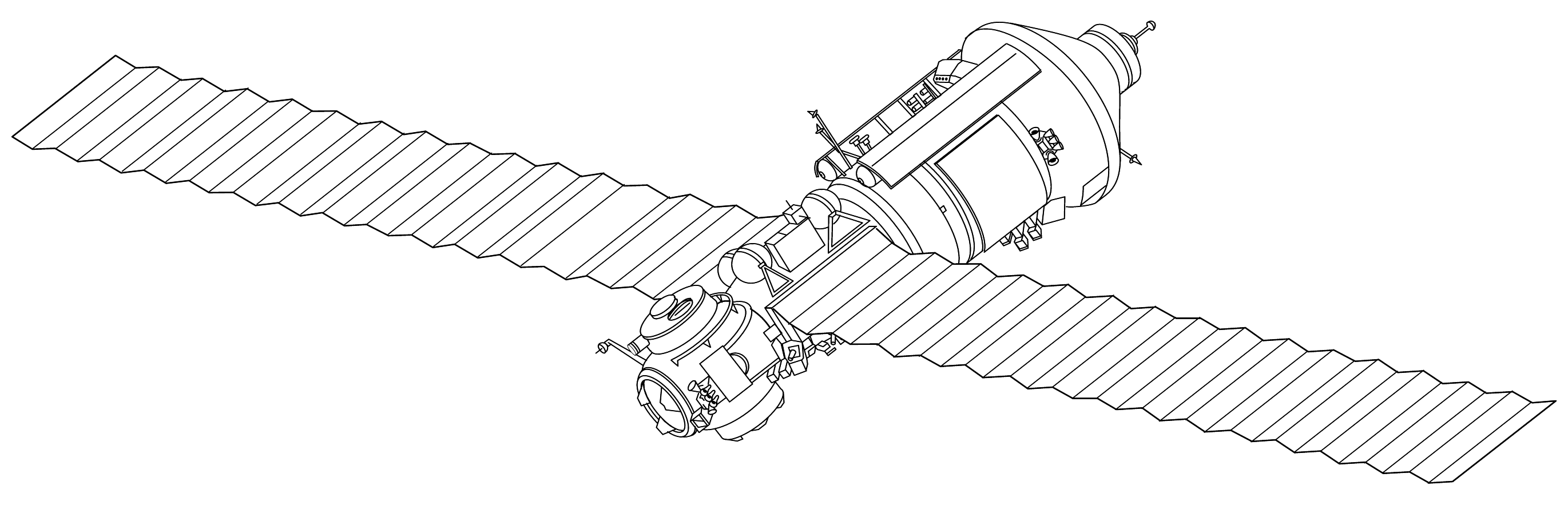
Diagrama do Kristall

O Kristall tinha vários materiais de processamento de fornos. Ele também tinha uma unidade de eletroforese Aniur usado em experimentos de biotecnologia. Esses experimentos foram capazes produzir 100 kg de matérias-primas para uso na Terra. Localizado no nó de ancoragem foi a câmera Priroda 5 que foram utilizados nos experimentos de Recursos Terrestres. O Kristall também teve várias experiencias em área de Astronomia e Astrofísica, que foi concebido para aumentar as experiencias realizadas no Kvant-1. O Kristall tinha painéis solares diferentes dos outros módulos da Mir. Eles foram concebidos para serem "dobrável" o que significa que eles podem se implantados e retrai várias vezes. Um dos painéis solares do Kristall foi removido e reutilizado no Kvant-1 em 1995. Esse painel solar foi mais tarde destacartado em novembro de 1997. 

## Relações com Buran e Shuttle

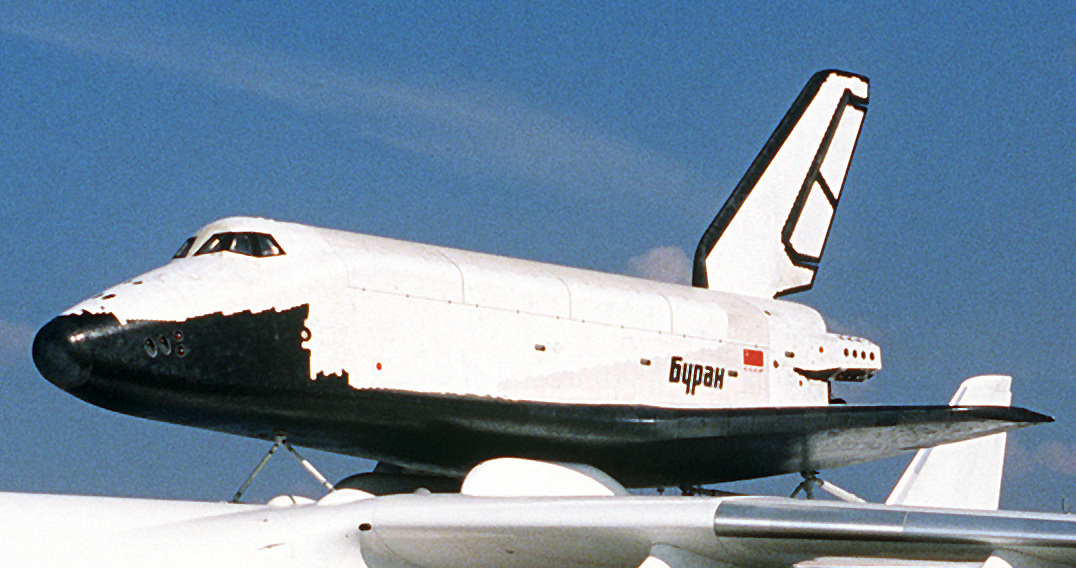
O Buran no airshow. (1989)

O Kristall seria usado como módulo de acoplagem do ônibus espacial soviético Buran mas com o cancelamento do programa ele foi utilizado no programa Shuttle-Mir, que usa os ônibus espacias norte-americanos para acoplar na Mir. O primeiro acoplamento de um ônibus espacial na Mir foi em 1995 na missão da STS-71 pelo Atlantis. 

## Ligações Externas
- Russian Space Web
- Encyclopedia Astronautica
- Gunter's Space Page - informação em Kristall